# Sergio Décima
Sergio Daniel Décima (San Miguel de Tucumán, Tucumán, 27 de noviembre de 1968) es un exfutbolista y entrenador argentino. Como jugador se desempeñaba  como volante.

## Trayectoria

### Atlético Tucumán
Décima se formó en Atlético Tucumán y debutó en 1984 a los 16 años, marcando un gol ante San Pablo. En 1986 se consagró campeón de la Liga Tucumana y logró la clasificación al flamante Nacional B. Jugó con la camiseta del decano hasta 1991.

### Instituto
En la segunda mitad de 1991 pasó a Instituto. En la gloria disputó solamente una temporada.

### Deportivo Cuenca
Tuvo su primera experiencia en el exterior, cuando en 1993, se mudó a Ecuador para tener su primera experiencia en el sumarse a Deportivo Cuenca de la Serie A de Ecuador. En su primera temporada en el fútbol ecuatoriano se destacó, al marcar 12 goles y terminar entre los goleadores del torneo.

### Aucas
En 1994 pasó a Aucas. En el equipo de Quito tuvo un buen año, llegando hasta instancias finales de la definición del título.

### Calvi
Al año siguiente llegó a Calvi, donde estuvo un año.

### Guabirá
1996 arribó al fútbol boliviano, para jugar en Guabirá. Con el equipo azucarero llegó hasta semifinales del campeonato.

### Deportivo Quevedo
Luego de su estancia en Bolivia, volvió a Ecuador para jugar en Deportivo Quevedo.

## Clubes
| Club              | País      |
| ----------------- | --------- |
| Atlético Tucumán  | Argentina |
| Instituto         | Argentina |
| Deportivo Cuenca  | Ecuador   |
| Aucas             | Ecuador   |
| Calvi             | Ecuador   |
| Guabirá           | Bolivia   |
| Deportivo Quevedo | Ecuador   |

## Palmarés
| Título        | Equipo           | País      | Año  |
| ------------- | ---------------- | --------- | ---- |
| Liga Tucumana | Atlético Tucumán | Argentina | 1986 |